# سیف‌الله یزدانی
سیف‌الله یزدانی (۱۳۱۰-۱۳۶۲) از خوشنویسان صاحب‌نام معاصر ایران در خط نستعلیق است.

## زندگینامه
سیف‌الله یزدانی در ۱۳۱۰ در شهر دامغان متولد شد و در همان‌جا به خوشنویسی روی آورد و سپس در تهران به آموختن خط ادامه داد و سال‌ها نزد استاد علی‌اکبر کاوه و سیدحسین میرخانی شاگردی کرد. از جمله آثار او کتابت قرآنی زیبا و نفیس به خط نستعلیق است که طی پنج سال تحریر کرد و نخستین قرآن به خط نستعلیق پس از انقلاب است و از معدود قرآن‌هایی است که به این خط نوشته شده‌است. او همچنین کتابت آثاری چون شمع جمع (جْنگی از اشعار شاعران مختلف که به همت خود او گردآوری شده)، دیوان حافظ، شاهنامه بایسنقری و ترجیح بند هاتف را از خود به یادگار گذاشت.
در نمایشگاه «استادان بزرگ نستعلیق» در سال ۱۳۸۷ از او در کنار تنی چند از پیشکسوتان خوشنویسی معاصر تقدیر به عمل آمد.
سیف‌الله یزدانی در ۳ مرداد ماه سال ۱۳۶۲ خورشیدی چشم از جهان فرو بست.